# Marit van Eupen
Marit van Eupen (ur. 26 września 1969 w Arnhem) – holenderska wioślarka. Dwukrotna medalistka olimpijska.
Sukcesy odnosiła w parze z Kirsten van der Kolk. Startowały w dwójce podwójnej wagi lekkiej. Wspólnie brały udział w trzech igrzyskach (IO 00, IO 04, IO 08), na dwóch olimpiadach zdobywały medale: brąz w 2004 i złoto cztery lata później. Odnosiła sukcesy w jedynce wagi lekkiej, łącznie ze zwycięstwami w zawodach Pucharu Świata i mistrzostwach globu (2005, 2006, 2007).

## Osiągnięcia
- Igrzyska Olimpijskie – Pekin 2008 – dwójka podwójna wagi lekkiej – 1. miejsce[2].